# Hannover Klassik Open Air

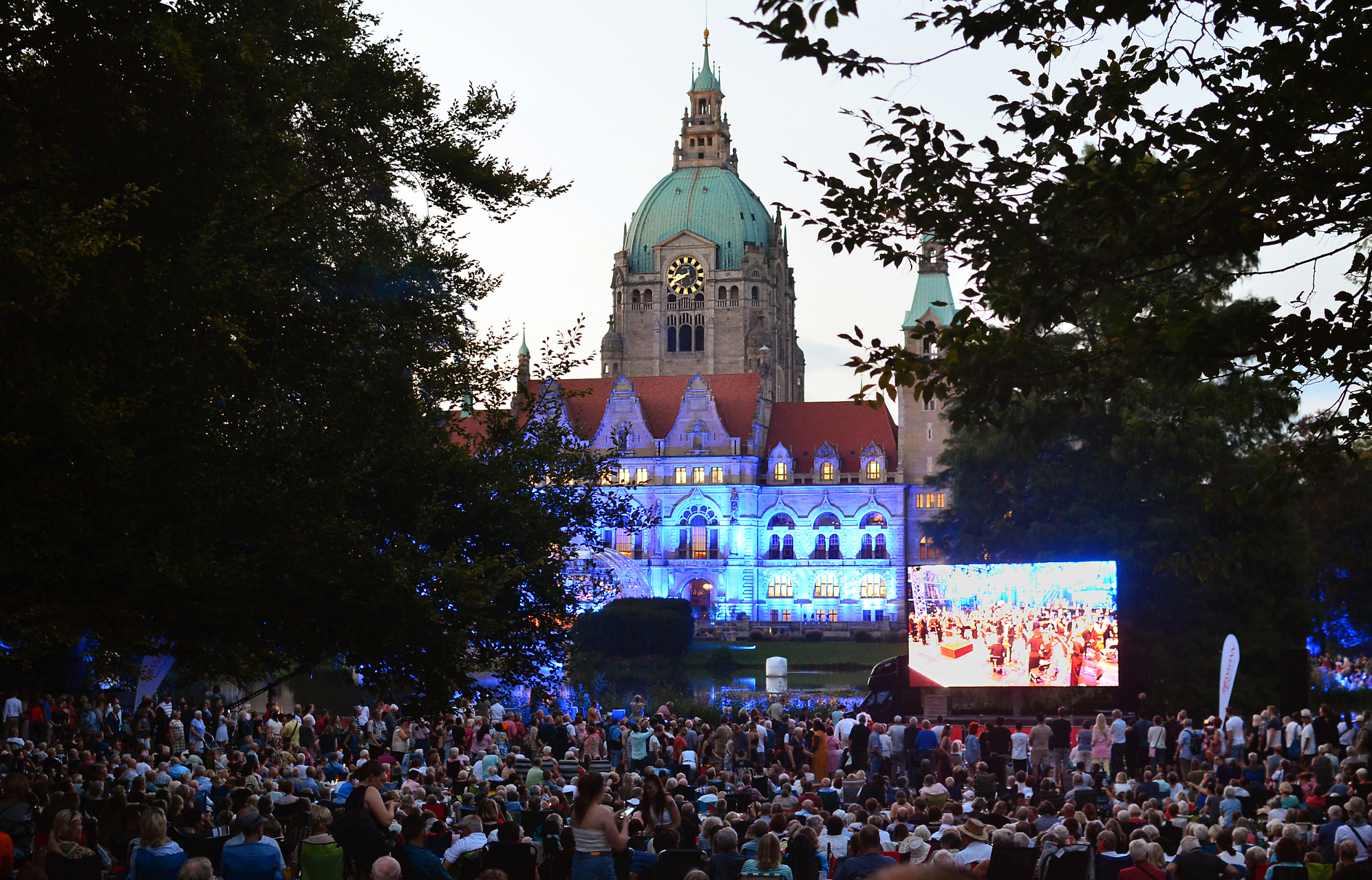
Klassik Open Air mit Zuschauern und Großbildleinwand, 2024

Das Hannover Klassik Open Air ist eine jährliche Freiluftveranstaltung mit Opernmusik, die seit 2014 mit zwei Konzerten im Juli oder August in Hannover stattfindet.

## Beschreibung
Auftrittsort der Musiker ist eine Bühne auf der Rückseite des Neuen Rathauses, die am Rand des Maschteichs steht. Nach Schätzungen der Veranstalter kommen zu den beiden Vorstellungen insgesamt bis zu 45.000 Besucher, im Jahr 2024 waren es 43.000. Vor der Bühne gibt es einen kostenpflichtigen Zuschauerbereich mit etwa 2000 Plätzen. Die meisten Zuschauer sitzen auf Decken und Campingstühlen eintrittsfrei im Maschpark rings um dem Maschteich. Wegen der großen Entfernung zur Bühne wird das Konzert als Public Viewing auf Großbildleinwänden in den Maschpark übertragen. Auf Arte wird das Konzert als Livestream gezeigt. Eine Aufzeichnung wird später auf 3sat ausgestrahlt.
Die Konzertreihe fand 2014 erstmals statt. Das Motto lautete „Oper für alle“. Initiatorin und Ideengeberin war Marlis Fertmann, die frühere Fernsehchefin im Landesfunkhaus Niedersachsen des NDR.
Die Doppelkonzerte des alljährlichen Open Airs werden mit der NDR Radiophilharmonie von unterschiedlichen Dirigenten und Solisten gestaltet. Bisherige Solisten waren unter anderem Ljudmyla Monastyrska, Aleksandra Kurzak, Pretty Yende, Simon Keenlyside, Nicole Car, Marina Rebeka, Thomas Hampson, Ludovic Tézier, Luca Pisaroni, und Malin Byström. Vereinzelt wirken auch Chöre mit, wie der Mädchenchor Hannover und der Johannes Brahms Chor Hannover.
Gespielt werden vor allem italienische Opern, wie La traviata, Cavalleria rusticana und Der Bajazzo, aber auch Ouvertüren, Arien und Duette aus Opern von Mozart, Leoncavallo, Donizetti, Verdi und Puccini.
Getragen wird die Veranstaltung von der Stadt Hannover, dem NDR, Hannover Concerts und nordmedia. Unterstützt wird sie von der Dirk Rossmann GmbH und der VHV-Stiftung.

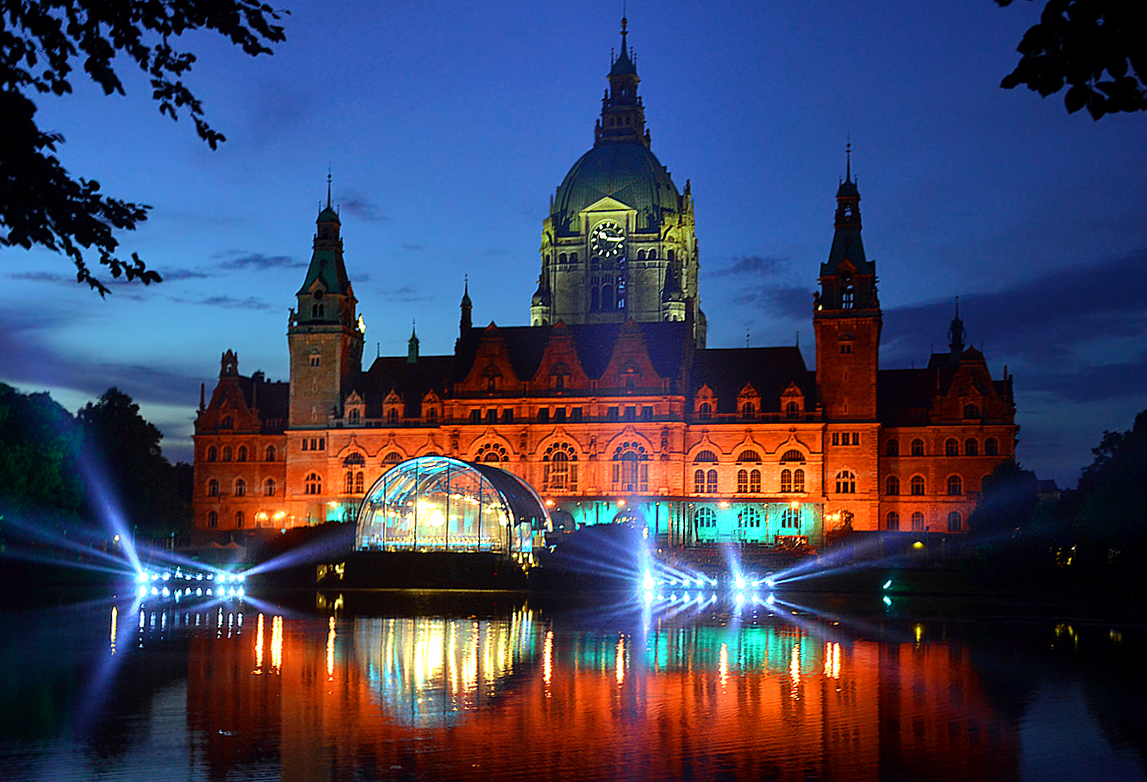
Blick über den Maschteich zur Bühne mit Illumination, 2016
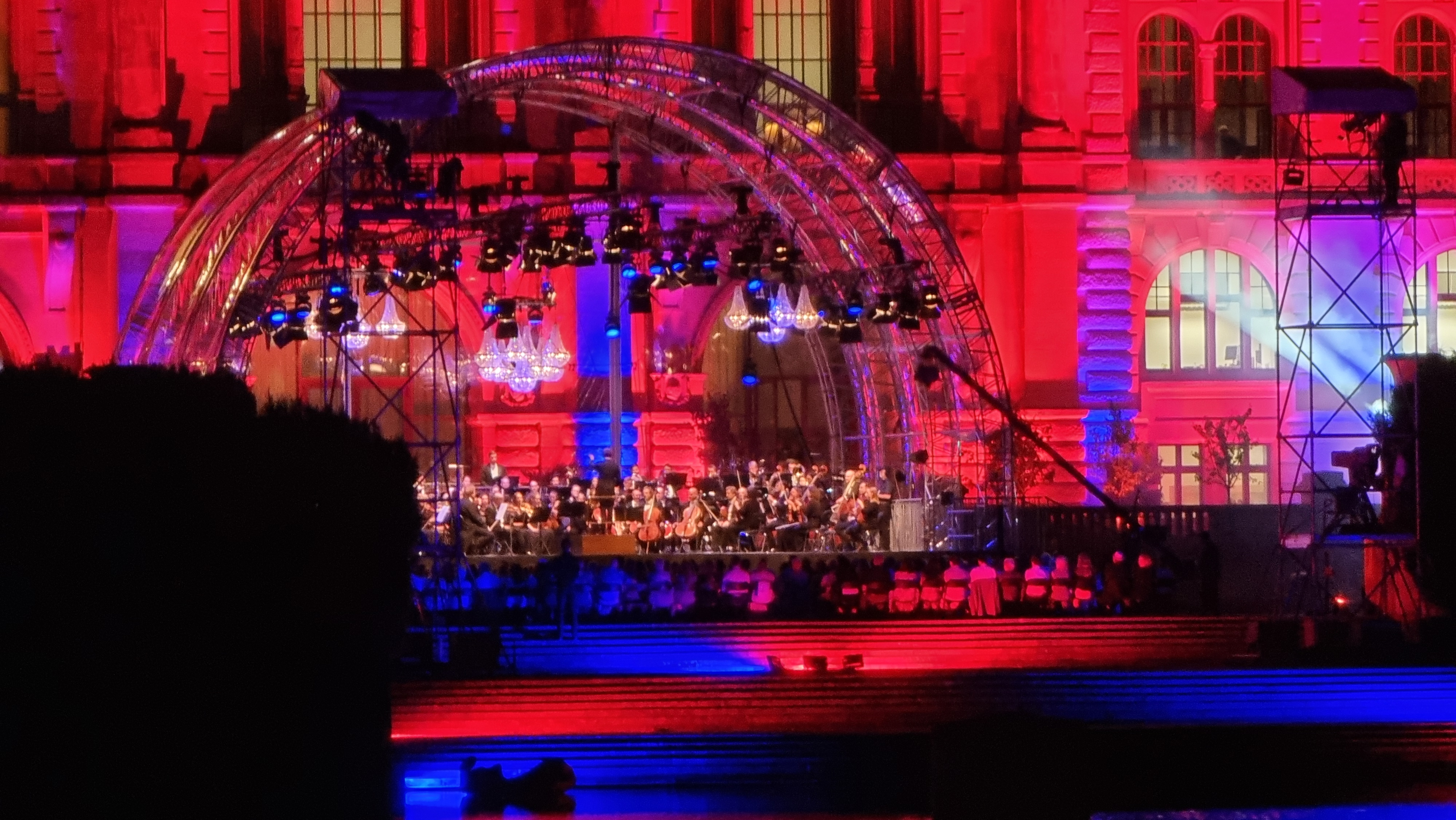
Illuminierte Bühne während der Vorstellung
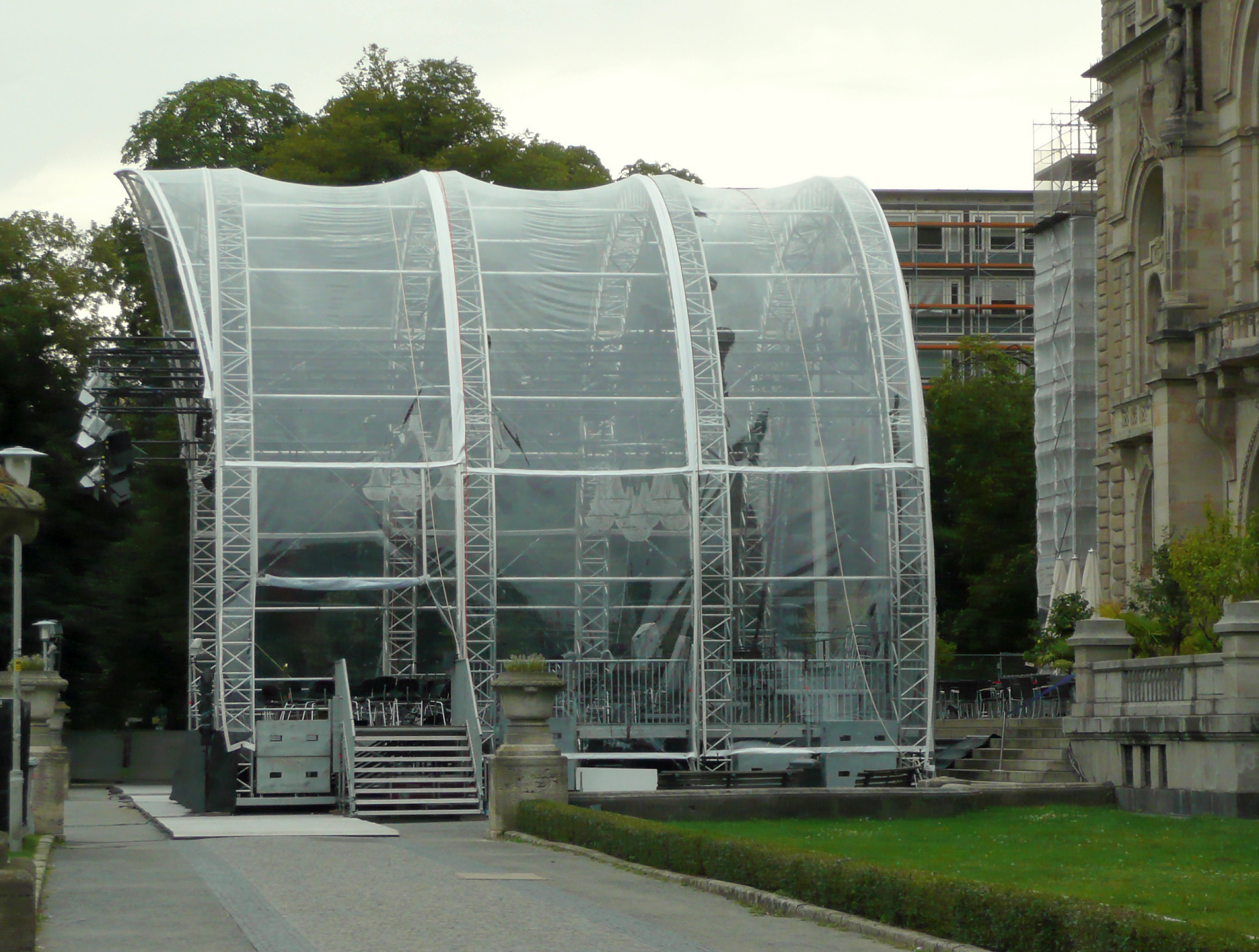
Seitenansicht der Bühne am Rathaus